# 莫希布·乌拉
莫希布·乌拉（意为“真主的威严”，1971年—2021年9月29日），又写作莫希布拉（Mohibullah），一名罗兴亚和平活动家、社区领袖和若开罗兴亚和平与人权协会 （ARSPH） 的联合创始人，该协会是孟加拉国科克斯巴扎尔县庫圖帕朗難民營的一个由难民领导的组织。
莫希布·乌拉是难民营中非常引人注目的领导者，也是全球罗兴亚人的代言人。营地里的罗兴亚人给他起了个“和平之父”的称号。2019年3月，莫希布·乌拉代表孟加拉国的罗兴亚人前往日内瓦，在联合国人权理事会上发表演讲。2019年7月，他是在白宫会见美国总统唐纳德·特朗普的宗教迫害受害者之一。他向总统询问美国政府帮助罗兴亚人返回家园的计划。特朗普总统没有回答这个问题，似乎也不知道孟加拉国在哪里。这次会面得到了国际媒体的广泛报道。2019年8月，莫希布·乌拉在库图帕朗难民营组织了一场仪式，以纪念两年前的罗兴亚人种族灭绝，约有200,000名难民参加。莫希布·乌拉向人群发表讲话，称罗兴亚人将返回缅甸。但是，他们只有在获得公民身份、安全得到保障并获准返回村庄后才会返回。他告诉集会参与者，ARSPH曾试图联系缅甸政府。他说：“我们在若开邦遭到殴打、杀害和强奸。但这仍然是我们的家。我们想回去。”
莫希布·乌拉于2021年9月29日被一群身份不明的武装人员枪杀。当时他正在科克斯巴扎尔县的难民营办公室里与一群人交谈。孟加拉国警方已指控 29人犯有谋杀罪，其中一些人是激进组织若开罗兴亚救世军（ARSA）的成员。莫希布·乌拉遇刺后的第二天，营地为他举行了葬礼祈祷，有数千人参加。乌拉被埋葬在集中营的墓地里。包括联合国和美国在内的许多国际组织和国家都谴责了对莫希布·乌拉的暗杀，并要求对他的谋杀进行透明和彻底的调查。孟加拉国警方于2022年3月表示，他是被若开罗兴亚救世军谋杀的，该反叛组织将他日益增长的人气视为威胁。
2022年6月提交给科克斯巴扎尔县法院的一份调查报告指控ARSA领导人阿塔乌拉·阿布·阿马尔·尤努尼下令谋杀，因为他担心莫希布·乌拉和他的组织—若开罗兴亚和平与人权协会的受欢迎程度可能会阻碍ARSA的运作。警方还表示，阿塔乌拉曾告诉莫希布·乌拉关闭其组织的运营并加入 ARSA，但他拒绝了。与此同时，孟加拉国警方逮捕了29名涉嫌参与谋杀的嫌疑人中的15名。